# Hermonassa megaspila
Hermonassa megaspila är en fjärilsart som beskrevs av Charles Boursin 1967. Hermonassa megaspila ingår i släktet Hermonassa och familjen nattflyn. Inga underarter finns listade i Catalogue of Life.